# 石川真澄
石川 真澄（石川 眞澄、いしかわ ますみ、1933年（昭和8年）3月26日 - 2004年（平成16年）7月16日）は、日本のジャーナリスト。朝日新聞社編集委員を経て、新潟国際情報大学情報文化学部教授、桜美林大学大学院国際学研究科教授などを務めた。東京出身。

## 経歴
1957年（昭和32年）、九州工業大学工学部機械工学科卒業後、工学系の大学出身者が分野の違うマスコミに入社するのは当時としては珍しかった中で、朝日新聞社に入社する。政治部に所属し、池田勇人首相番から政界の取材を開始する。その後、『朝日ジャーナル』編集部副編集長、調査研究室主任研究員などを経て、1978年（昭和53年）に政治担当編集委員に就任し、1991年から役員待遇。
1983年（昭和58年）から法政大学法学部でマスコミュニケーション論の講座を持ち、1985年からは早稲田大学政治経済学部で政治学の非常勤講師を務めた。朝日を退職後は、新潟国際情報大学情報文化学部教授、桜美林大学大学院国際学研究科教授を歴任した。
2004年7月16日、悪性胸腺腫のため自宅で死去。71歳没。『戦後政治史』の加筆を行った山口二郎によれば、その序文を書きあげた2日後の死であったという。

## 人物
ジャーナリストでありながらも上述のように複数の大学で教壇に立ち、また政治学者との共著も多い。イエロー・ジャーナリズムとは距離を置き、学者に近いスタンスを取り、中道左派、革新の立場から日本社会党や護憲派の研究、自民党一党優位体制の分析を行い、政治報道に数量的分析を導入した。
編集委員時代には、当時闇将軍と呼ばれていた田中角栄に対する峻烈な批判特集を度々紙面で繰り広げ、立花隆らとともにアンチ角栄として知られた。角栄や金丸信等に講演や会見で時折揶揄されるほどであった。
1993年（平成5年）に発足した細川護熙連立政権が小選挙区制の導入に踏み切った時は、「死票を大量に生む小選挙区制では民意を国会に反映できない」と、朝日でただひとりになるくらいまで、断固として反対し続け、亥年現象と寅年現象を提唱したことでも有名ある。
亡くなったあと、朝日の2年後輩である筑紫哲也が私家本として追悼文集『石川真澄という人がいた』を編んだ。この文集の執筆陣には、箱島信一や広瀬道貞などの朝日関係者のほか、そうそうたる人物が名を連ねた。

## 関連書籍

### 単著
- 『戦後政治構造史』日本評論社、1978年。
- 『日本の政治の今』現代の理論社、1981年。
- 『ある社会主義者――羽生三七の歩いた道』朝日新聞社、1982年。
- 『うまいといわれる短い文章のコツ――レポート・投稿・作文』ベストセラーズ、1982年／ワニ文庫、1986年。
- 『データ 戦後政治史』岩波新書、1984年。
- 『日本政治の透視図』現代の理論社、1985年。
- 『政治のことば――状況の奥を読む』朝日新聞社、1987年。
- 『セピア色の庶民史』朝日新聞社編、朝日新聞社、1990年。
- 『選挙制度――ほんとうはどう改革すべきか』岩波ブックレット、1990年。
- 『小選挙区制と政治改革――問題点は何か』岩波ブックレット、1993年。
- 『戦後政治史』岩波新書、1995年。新版2004年（山口二郎補筆）。

- 『日本政治のしくみ』岩波ジュニア新書、1995年。
- 『人物戦後政治――私の出会った政治家たち』岩波書店、1997年／岩波現代文庫、2009年。
- 『この国の政治』労働旬報社、1997年。
- 『いま、政党とは何か』岩波ブックレット、1998年。
- 『堕ちてゆく政治』岩波書店、1999年。
- 『戦争体験は無力なのか――ある政治記者の遺言』国正武重編、岩波書店、2005年。

### 共著
- 後藤基夫・内田健三『戦後保守政治の軌跡――吉田内閣から鈴木内閣まで』岩波書店、1982年。岩波同時代ライブラリー 上・下、1994年。
- ジェラルド・L・カーティス『土建国家ニッポン――「世界の優等生」の強みと弱み』光文社、1983年。
- 広瀬道貞『シリーズ「日本の政治」（2） 自民党 ――長期支配の構造』岩波書店、1989年。
- 曽根泰教・田中善一郎『現代政治キーワード』有斐閣、1989年。
- 渡辺治・鷲野忠雄・水島朝穂『日本の政治はどうかわる――小選挙区比例代表制』労働旬報社、1991年。
- 石谷久『シリーズ現代人の数理（2）社会システム工学』朝倉書店、1992年。
- 山口二郎・神保哲生『マスコミと政治は市民に学べ――市民が政治を変える』ほんの木、1994年。
- 安東仁兵衛『社会党の50年――歴史的な役割とこれから』日本社会党中央本部機関紙局、1995年。
- 田中秀征・山口二郎『どうする日本の政治』 岩波ブックレット、2000年。
- 山口二郎『戦後政治史』岩波新書、第3版2010年11月。第4版2021年3月。

### 共編著
- 山口二郎『日本社会党――戦後革新の思想と行動』日本経済評論社、2003年。

### 追悼文集
- 筑紫哲也編『石川真澄という人がいた』2005年。